# Palagianello
Palagianello est une commune de la province de Tarente, dans les Pouilles, en Italie.

## Manifestations
Palagianello organise durant l'été un festival de folklore local (Festival del Folklore 2007).
En 2007 : Italie : Aria di Casa Nostra d’Alatri et Casa Nostra de Palagianello – Turquie : Gaziantep folk dance group – France : La Virondée de Talant – Grèce : Amis des traditions de Kozani. 

## Administration
| Période                                  | Période  | Identité                  | Étiquette     | Qualité |
| ---------------------------------------- | -------- | ------------------------- | ------------- | ------- |
| 15 juin 2004                             | En cours | Francesco Rosario Petrera | Centre-Gauche |         |
| Les données manquantes sont à compléter. |          |                           |               |         |

### Communes limitrophes
Castellaneta, Mottola, Palagiano.

## Personnalités
- Giuseppe Greco, pianiste de musique classique, y est né en 1990.